# 瑞士联邦财政部
瑞士联邦财政部（英語：The Federal Department of Finance) ，是瑞士联邦政府所属的七个部之一，瑞士联邦委员会的七名成员之一的财政部长负责本部门工作。该部原称瑞士财政部，后于1873年更名为瑞士财政与海关部，1978年改为现名。
聯邦財政部下設以下部門：
- 總務秘書處
- 國際金融事務國務秘書處
- 聯邦財務行政署
- 聯邦人事辦公室
- 聯邦稅務署
- 聯邦海關及邊境防衛辦公室
  - 瑞士邊防警衛隊
- 聯邦資訊科技、系統及電訊辦公室
- 聯邦物業及物流辦公室

聯邦財政部與以下獨立法定機構設行政聯繫：
- 瑞士聯邦審計辦公室
- 瑞士金融市場監管機關
- 聯邦養老基金